# Wilshire Boulevard
Wilshire Boulevard is een 25,48 km lange boulevard in de Greater Los Angeles Area. De boulevard begint in Santa Monica, loopt deels door Beverly Hills en eindigt in Downtown Los Angeles. De boulevard fungeert als een van de grootste oost-westroutes van Los Angeles. De boulevard is tevens een van de voornaamste straten in Beverly Hills.
Veel van de wolkenkrabbers die na 1956 zijn gebouwd, staan langs Wilshire Boulevard. Het hoogste gebouw van Californië, de Wilshire Grand Center, staat bij het kruispunt van Wilshire Boulevard en Figueroa Street.
Het gedeelte tussen Fairfax Avenue en Highland Avenue staat bekend als de Miracle Mile sinds vastgoedontwikkelaar A.W. Ross een stuk terrein met wat bonenplantages, olievelden en een primitief vliegveldje wist om te toveren tot een populair winkelgebied.
Wilshire Corridor, dat naast Century City ligt, is een van de drukste wijken van Los Angeles. Het bevat vele wolkenkrabbers die als appartementen dienen, en Fox en MGM hebben er studio's.

## Geschiedenis
Wilshire Boulevard werd aangelegd door de Tongva-stammen die er toen woonden. Zij gebruikten de weg om teer te vervoeren naar hun nederzetting, die aan de kust van de Grote Oceaan lag. De weg liep via Yangaa, waar nu het Union Station ligt. Later, toen het gebied een Spaanse kolonie werd, gebruikten Spaanse ontdekkingsreizigers en kolonisten de weg en noemde deze El Camino Viejo (de oude weg), later werd dit omgedoopt in Calle de los Indios (de straat van de indianen).
De boulevard is vernoemd naar Henry Gaylord Wilshire, die in 1895 35 hectare land kocht en het omvormde tot een woonwijk voor de elite. Vervolgens schonk hij de stad een lap grond van 365 bij 36 meter om er een boulevard aan te leggen. Zijn eisen waren dat de boulevard zijn naam kreeg en dat spoorwegen en industrieel vrachtvervoer er verboden zouden worden.

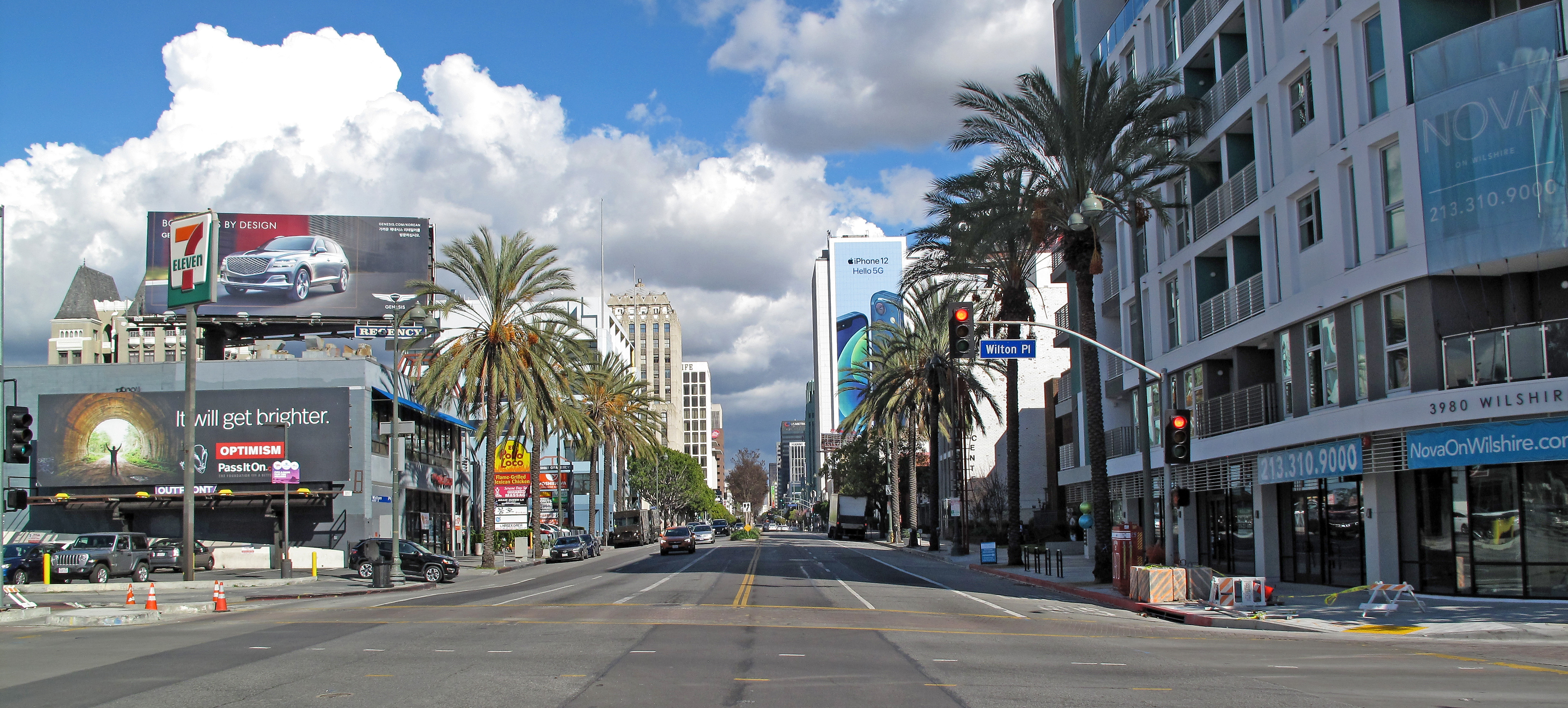
Wilshire Boulevard ten hoogte van Koreatown

Voorheen eindigde de Wilshire Boulevard in het MacArthur Park, waardoor er een westelijk deel en een oostelijk deel was. Het westelijke deel heette Orange Street en Nevada Avenue. Nadat in 1934 een dijk door het parkmeer was gelegd, konden de twee delen aan elkaar verbonden worden. Orange Street en Nevada Avenue werden omgedoopt tot Wilshire Avenue.

## Buurten

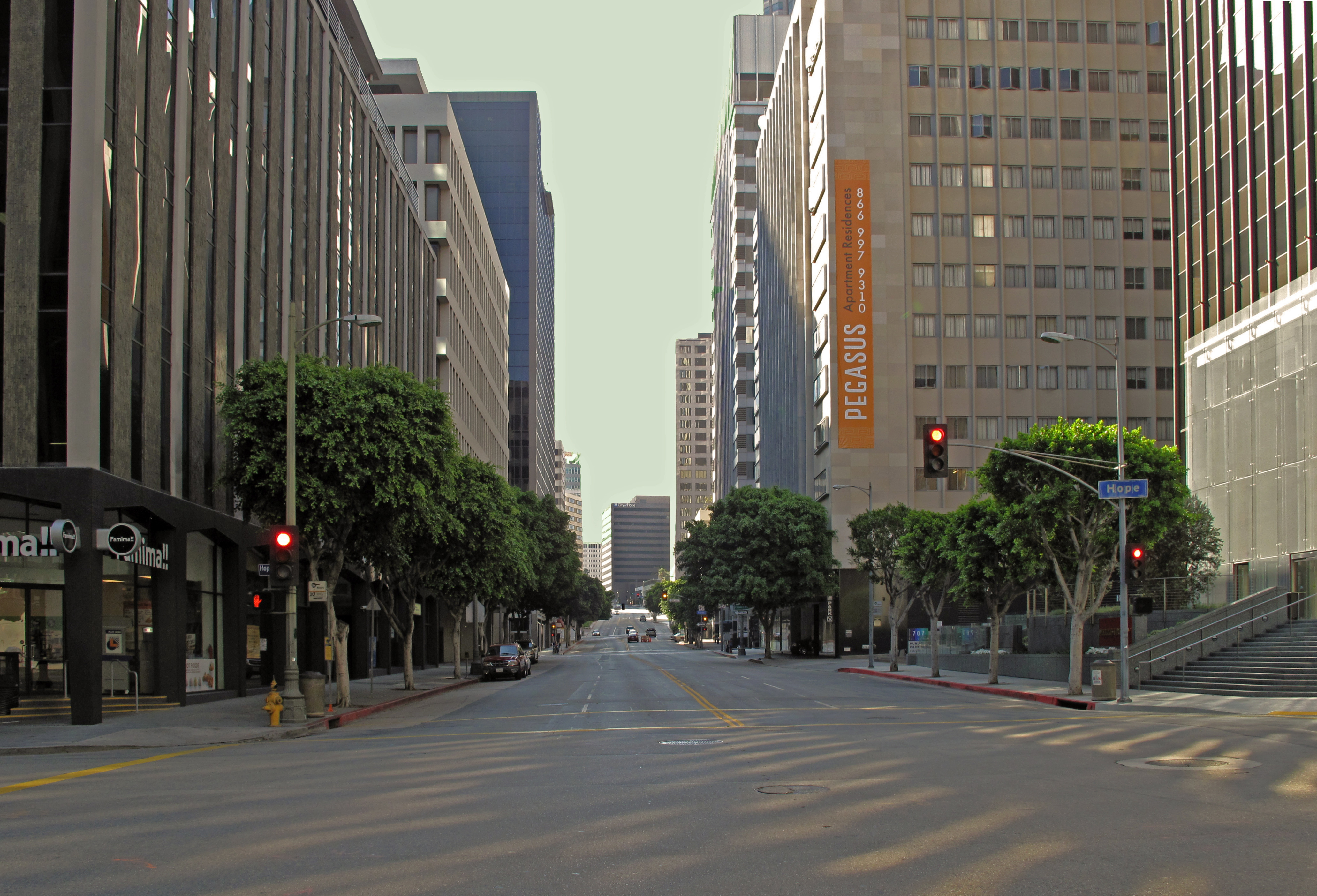
Kruising tussen Hope Street en Wilshire Boulevard, ten hoogte van Downtown Los Angeles

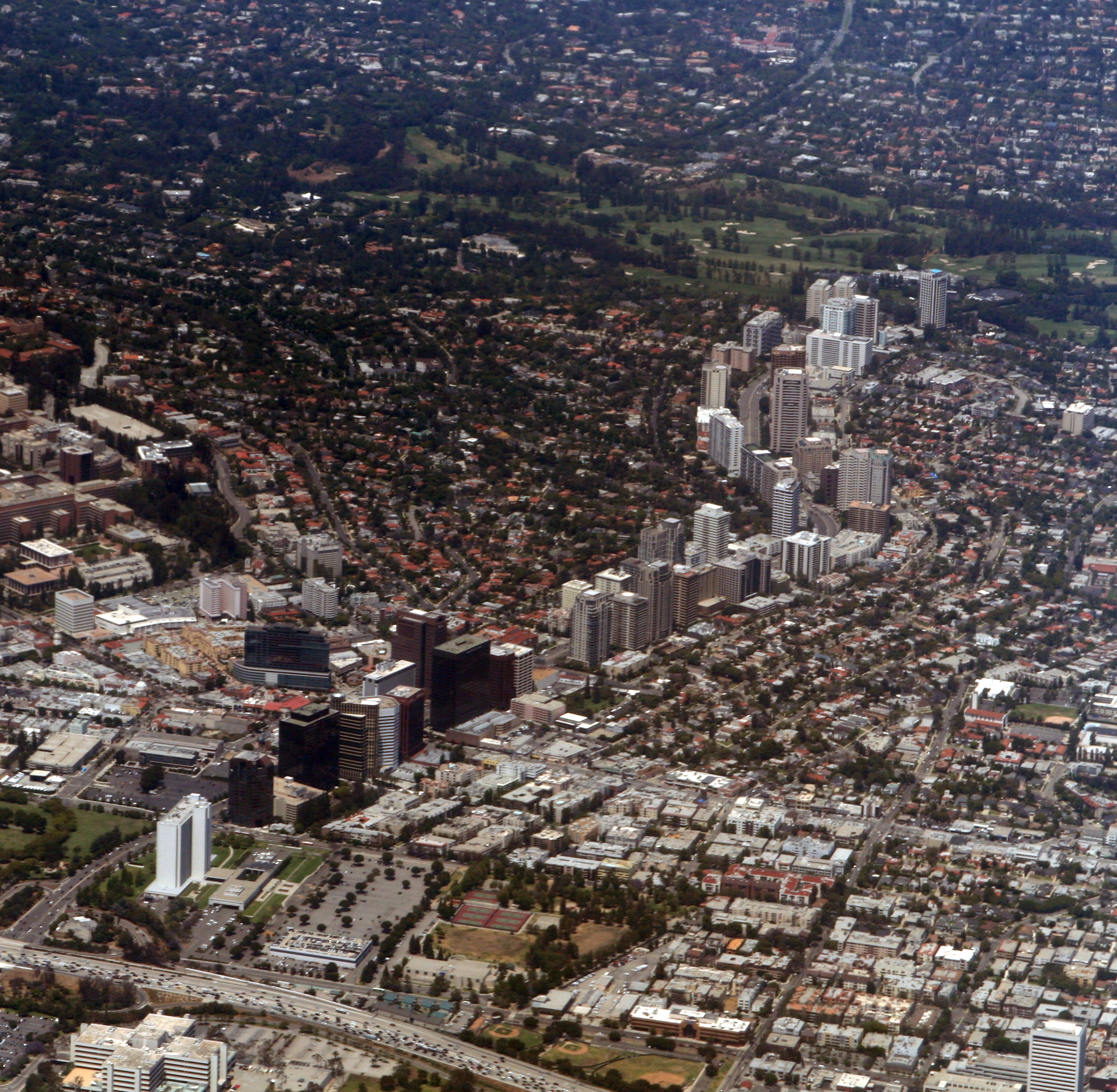
Luchtfoto van Westwood, Los Angeles. De wolkenkrabbers geven de locatie van Wilshire Boulevard aan.

Wilshire Boulevard loopt door de volgende wijken en steden heen (van west naar oost):
- Santa Monica
- Brentwood
- Sawtelle
- Westwood
- Beverly Hills
- Miracle Mile
- Carthay Circle
- Hancock Park
- Windsor Square
- Wilshire Park
- Wilshire Center/Koreatown
- Westlake
- Downtown Los Angeles